# Урікань (Ясси)
Урікань, Урікані (рум. Uricani) — село у повіті Ясси в Румунії. Входить до складу комуни Мірослава.
Село розташоване на відстані 320 км на північ від Бухареста, 7 км на захід від Ясс.

## Населення
За даними перепису населення 2002 року у селі проживали 847 осіб, з них 846 осіб (99,9%) румунів. Усі жителі села рідною мовою назвали румунську.